# Scopula submutata nivellearia
Scopula submutata nivellearia é uma subespécie de insetos lepidópteros, mais especificamente de traças, pertencente à família Geometridae.
A autoridade científica da subespécie é Oberthür, tendo sido descrita no ano de 1922.
Trata-se de uma subespécie presente no território português.